# Joan Bentallé
Joan Bentallé (Barcelona, 23 de agosto de 1963) es un actor de cine, teatro y televisión español.

## Reseña biográfica
En cine protagonizó, entre otros títulos, Tres días de libertad dirigida por José Antonio de la Loma (1996) y Amor eterno dirigida por Marçal Forés (2014), conocida internacionalmente como Everlasting love. También escribe, dirige y protagoniza los cortometrajes Déjate morder (2010) y La verdad (2015).
Actor especializado en manipulación de objetos y muppets, entre sus creaciones se encuentran los personajes de Bluki de Barrio Sésamo, y la bruja Lubina y Lublú de Los Lunnis y Lunnis de leyenda, a los cuales manipula y proporciona la voz.